# Chrysometa ecarup
Chrysometa ecarup là một loài nhện trong họ Tetragnathidae.
Loài này thuộc chi Chrysometa. Chrysometa ecarup được Herbert W. Levi miêu tả năm 1986.